# Stjepan Filipović
Stjepan Filipović (27. ledna 1916 Opuzen u Dubrovníku — 22. května 1942 Valjevo) byl jugoslávský komunistický partyzán chorvatské národnosti. Vyrůstal v Mostaru. Členem Komunistické strany Jugoslávie se stal roku 1940 a vzápětí se zapojil do partyzánského hnutí vedeného Josipem Brozem Titem, které bojovalo proti německým, italským i bulharským okupantům, ustašovskému fašistickému hnutí a tzv. četnikům, nacionalistickému srbskému hnutí.
Byl popraven v květnu 1942 v okupovaném Valjevu. Na oprátce sevřel obě ruce v pěst a zvolal heslo Smrt fašismu, svobodu lidu! (Smrt fašizmu, sloboda narodu!), které bylo heslem Titova partyzánského hnutí. Byl přitom i vyfotografován. Když byla fotografie po válce zveřejněna, Filipović se stal symbolem odbojového hnutí a byl prohlášen Národním hrdinou Jugoslávie.

## Externí odkazy

Památník Stjepana Filipoviće ve Valjevu